# Pulcinella
Pulcinella je baletna glasba Igorja Stravinskega.
Stravinskega je prva svetovna vojna močno prizadela. Z družino se je umaknil iz Francije v Švico, njegovo premoženje v Rusiji je ob revoluciji propadlo, naročila za nove skladbe pa so zaradi vojnih razmer usahnila. Denarne zadrege Stravinskega je za nameček poslabšal še spor z njegovim prvim naročnikom, impresarijem Ruskega baleta Sergejem Djagilevom, za katerega je Stravinski v letih pred vojno ustvaril znamenite balete Ognjeni ptič, Petruška in Pomladno obredje, ki so mu prinesli svetovno slavo. Djagilev sam je želel spor zgladiti in je Stravinskemu predlagal, naj uglasbi balet po commedii dell’arte iz 18. stoletja, ki jo je odkril v arhivih napoletanskega konservatorija. Commedia dell’arte je bila razširjana oblika italijanskega ljudskega  gledališča v 17. in 18. stoletju. Ob dogodivščinah milanskega Harlekina, Doktorja iz Bologne, beneškega Pantalona, zaljubljene Kolombine ter zvitega in po malem strašljivega služabnika Napoletanca Pulcinelle  se je smejala in solzila cela Italija. Skladatelj je iz gledališke igre izluščil naslednjo baletno zgodbo:
Vsa dekleta so zaljubljena v Pulcinello zato njihovi fantje sklenejo, da se ga bodo znebili, Pulcinella pa jim nastavi dvojnika, ki se dela, da je pod njihovimi udarci umrl. Pulcinella se prelevi v čarovnika in oživi svoj nadomestek. V trenutku, ko zadovoljni fantje poiščejo svoja dekleta, se prikaže Pulcinella in uredi vse ohceti. Sam vzame Pimpinello, njegov dvojnik pa se ogrne v čarovniški plašč in blagoslovi vse pare.
Balet je bil prvič izveden v Parizu 15. maja 1920 pod taktirko Ernesta Ansermeta. Sceno je pripravil sam Pablo Picasso. Predstava je uspela in Stravinski je leta 1922 glasbo priredil še kot baletno suito za samostojno instrumentalno izvedbo.
Stravinski je za predlogo svoji baletni glasbi izbral posamezne stavke iz skladb italijanskih predklasičnih skladateljev Pergolesija, Chellerija in Galla. Stari glasbi se je približal na  revolucionaren način. Njegovi posegi v harmonsko in ritmično strukturo so sicer kljub drznosti minimalni, skupaj z bleščečo orkestracijo pa popolnoma spreminjajo značaj glasbe. Dodajo ji pridih grotesknosti, ironije in  otožnosti, ki se izmenjujejo s trenutki virtuozne ekshibicije. Skladatelj sam je o Pulcinelli zapisal, da je s to glasbo odkril preteklost, hkrati pa je v preteklosti kot v ogledalu uzrl lastni odsev. Stravinski je, podobno kot Picasso v slikarstvu, s svojimi deli odpiral teme, ki so jih mnogi  umetniki raziskovali vse življenje. Uspeh Pulcinelle je zaznamoval začetek neobaročnega in neoklasicističnega sloga v glasbi 20. stoletja. 